# Coleophora sibirica
Coleophora sibirica é uma espécie de mariposa do gênero Coleophora pertencente à família Coleophoridae.